# Californie (Jarville-la-Malgrange)
Pour les articles homonymes, voir Californie (homonymie).
La Californie est un quartier de Jarville-la-Malgrange, dans la métropole du Grand Nancy en Meurthe-et-Moselle. 

## Situation
Le quartier se situe entre le canal de la Marne au Rhin et la rue Gabriel Fauré, dans la première couronne périphérique de la banlieue nancéienne.

## Histoire
Le terrain accueillait autrefois la Société de forge et d'aciérie. 
Deux usines métallurgiques s'installèrent sur le site en 1864. Vendues à la fin des années 1880, elles sont finalement laissées à l'abandon dès 1928. Le quartier accueillera ensuite les familles délogées par la création du centre commercial Saint Sébastien au centre-ville de Nancy. L'Office public des HLM y construit de grands blocs.
Au total, 920 logements voient le jour en mai 1966.

## Description
La Californie a un taux de pauvreté quatre fois supérieur à la moyenne nationale, taux qui est, dans ce quartier, de 57,6 % contre 16,9 % en moyenne dans l'agglomération. Quant au  revenu fiscal médian, il s'élève à 6 800 €,.
Ce quartier est placé en quartier prioritaire de la politique de la ville, mais ne figure pas dans l'ANRU II (2015/2025).